# Минье, Франсуа
Франсуа-Огюст Минье (фр. François-Auguste Mignet; 8 мая 1796[…], Экс-ан-Прованс — 24 марта 1884[…], rue d'Aumale, IX округ Парижа) — французский историк, член Французской академии.

## Биография и деятельность
Учился на юридическом факультете в Э. Там он тесно сблизился с Тьером. Поступив в число адвокатов города Э, преимущественно занимался историей и в 1822 году издал трактат «De la féodalité, des institutions de Saint Louis et de la législation de ce prince».
Получив за него академическую премию, Минье отправился в Париж, сделался сотрудником «Courrier Français» и был редактором политического отдела этого журнала. Статьи его имели большой успех. В них ярко проглядывали либерализм Минье, увлечение принципами французской революции и ненависть к Бурбонам. В 1822 году Минье открыл ряд чтений в «Атенее», куда собиралась масса слушателей, с восторгом приветствовавших молодого лектора. Первые его лекции были посвящены вопросу о лиге и протестантизме во Франции, а в следующем году Минье читал историю английской революции и реставрации Стюартов.
В 1824 году Минье выпустил свою «Histoire de la révolution française» (13-e изд., 1880), представляющую обозрение хода событий во Франции с 1789 по 1814 год. В этом блестящем труде Минье задался целью оправдать революцию в глазах современников и прославить среднее сословие. Внося политические убеждения в учёный труд, Минье всё же достаточно объективен в сравнении с другими историками того времени. История, по взгляду Минье, сплетается из ряда «неизбежных» событий; он развивает в своей книге картину «неизбежного логического хода» идей. Отсюда его исторический фатализм, оправдание террора, казни жирондистов, Наполеона. Сжатый язык, превосходные характеристики, благородный тон всего сочинения сделали его «Историю» популярной книгой в Европе.
С 1824 года Минье стал работать над историей Реформации. Он собрал огромное количество томов (до 400) различных актов и манускриптов по истории реформации и объективно и глубоко изучил источники. Отдельные эпизоды из его «Истории реформации» печатались в мемуарах академии нравственных и политических наук.
Вместе с Тьером и А. Каррелем Минье основал перед июльской революцией известную оппозиционную газету «National». Минье был одним из первых журналистов, подписавших протест против июльских ордонансов. Отказавшись войти в состав нового правительства, Минье занял место директора архива иностранных дел, чтобы иметь большую возможность предаваться любимым занятиям. Только один раз, в 1833 году, Минье пришлось играть политическую роль для выполнения в Испании чрезвычайного поручения.
В 1832 году Минье стал членом Академии моральных и политических наук и числился непременным её секретарём, а в 1836 году занял место во Французской академии. В 1848 году Минье отказался от должности директора архива и совсем удалился от общественной деятельности после 2 декабря 1851 года.

## Сочинения
Во всех своих произведениях Минье — человек чрезвычайно логического ума и громадной эрудиции.
- «История французской революции» (Histoire de la Révolution française, 1824) вышла в русском переводе А. Сувориной и Е. Лихачёвой под редакцией и с предисловием К. К. Арсеньева (с 9-го изд., СПб., 1866; новое изд., 1906).
  - Минье Ф. «История Французской революции с 1789 по 1814 гг.» / Пер. с фр. И. М. Дебу и К. И. Дебу; под ред. и со вступ. ст. Ю. И. Семенова. — М., 2006.
- Изданные им по предложению Гизо «Négociations relatives à la succession d’Espagne sous Louis XIV» (1836—1848) — превосходный труд, в котором ясно обнаружился систематический ум Минье и вскрылось много любопытных дипломатических тайн времени Людовика XIV.
- «Mémoire sur ľétablissement de la réforme et sur la constitution du Calvinisme a Genève» (1834)
- «Discours de réception à l’Academie française» (1837)
- «Antonio Perez et Philippe II» (1845; 5-е изд., 1881)
- «Vie de Franklin]» (1848; русский перевод «Жизнь Франклина», СПб., 1870) — блестящий очерк.
- «Histoire de Marie Stuart» (1851; 6-е изд., 1884; русский перевод, СПб., 1863)
- «Notices et mémoires historiques» (3-е изд., 1854)
- «Nouveaux éloges historiques» (1877)
- «Charles V» (10-е изд., 1882).